# Haiti
Haiti, quốc hiệu là Cộng hòa Haiti, là một quốc gia ở vùng Caribe trên đảo Hispaniola ở Biển Caribe, về phía đông của Cuba và Jamaica và phía nam của Bahamas. Cùng với Cộng hòa Dominicana, quốc gia này nằm, trong quần đảo Đại Antilles. Ayiti (vùng đất núi cao) đã là tên Taíno hay Amerindian bản địa của phía tây núi non của hòn đảo. Điểm cao nhất quốc gia này là Pic la Selle, với độ cao 2.680 mét (8.793 ft). Tổng diện tích là 27.750 km² và thủ đô là Port-au-Prince.
Vị trí dân tộc, ngôn ngữ và lịch sử của Haiti độc đáo vì nhiều lý do. Đây là quốc gia độc lập đầu tiên ở Mỹ Latin, quốc gia do người da đen độc lập phi thực dân hóa đầu tiên trên thế giới, là quốc gia duy nhất mà sự độc lập một phần là nhờ cuộc nổi loạn nô lệ. Dù có mối liên hệ văn hóa với các láng giềng Hispano-Caribbe, Haiti là quốc gia độc lập chủ yếu sử dụng Pháp ngữ ở châu Mỹ, và là một trong hai quốc gia (cùng với Canada) với tiếng Pháp là ngôn ngữ chính thức.
Haiti là một thành viên sáng lập của Liên Hợp Quốc, Tổ chức các quốc gia châu Mỹ, Hiệp hội các quốc gia vùng Caribe, Cộng đồng Pháp ngữ và là thành viên Cộng đồng Caribe, Quỹ Tiền tệ Quốc tế, Tổ chức Thương mại Thế giới và Cộng đồng các quốc gia Mỹ Latinh và vùng Caribe.

## Lịch sử

### Tiền thuộc địa và giai đoạn thực dân Tây Ban Nha
Đảo Hispaniola, trong đó Haiti chiếm một phần ba phía tây, là một trong những hòn đảo Caribê có thổ dân Taíno - một nhánh của bộ tộc Nam Mỹ Arawak. Tên Taino cho toàn bộ đảo đã là Kiskeya. Người ta cho ràng người Taínos gọi phía tây hòn đảo là Ayiti, có nghĩa là "đất miền núi", và một phần của Ayiti họ gọi là Bohio, nghĩa là "làng giàu". Trong xã hội Taino ở quần đảo Caribê, các đơn vị lớn nhất của tổ chức chính trị đã được lãnh đạo bởi một Cacique, vì vậy thuật ngữ 'caciquedom' (tù trưởng)(caciquat trong tiếng Pháp, tiếng Tây Ban Nha là cacicazgo) cho các xã hội có tổ chức Taino, mà thường được gọi là "thủ lĩnh". Trước khi Christopher Columbus đến đây, đảo Hispaniola được chia cho các năm lãnh thổ của tù trưởng đã hình thành lâu dài: Marien, Xaragua, Maguana, Higuey, và Magua. Haiti ngày nay bao trùm gần như tất cả các lãnh thổ của hai lãnh thổ đầu tiên trong số này.
Haiti được nhà thám hiểm Cristobal Colon phát hiện ra vào năm 1492. Lúc đầu, Tây Ban Nha xâm chiếm phần phía Đông đảo La Espanola. Năm 1697, Tây Ban Nha nhượng lại cho Pháp phần phía Tây với tên gọi là Saint Domingue. Trong thế kỷ XVIII, Saint Domingue xuất khẩu đường, ca cao, cà phê và là thuộc địa thịnh vượng nhất của Pháp tại châu Mỹ.

### Độc lập
Từ 1791 đến 1794, cách mạng giải phóng nô lệ nổ ra, đưa đến xoá bỏ hoàn toàn chế độ nô lệ ở Haiti. Năm 1794, Pháp chiếm lại toàn bộ đảo La Espanola. Từ 1801-1803, nhân dân Haiti nổi dậy dưới sự lãnh đạo lúc đầu của Toussaint Louverture và sau đó của Jacques Dessalines đánh bại đội quân Napoleon. Năm 1804, J. Dessalines lên ngôi Hoàng đế và tuyên bố Haiti độc lập. Từ nửa cuối thế kỷ XIX đến đầu thế kỷ XX, Haiti luôn bất ổn định chính trị, nhiều cuộc đảo chính đã xảy ra. Từ 1915 - 1934, Mỹ chiếm đóng Haiti. Sau khi Mỹ rút đi, Haiti lại rơi vào tình trạng bất ổn định. Năm 1957, François Duvalier trúng cử Tổng thống, thiết lập chế độ độc tài. Năm 1964, Duvalier xoá bỏ các đảng phái đối lập và tự xưng Tổng thống suốt đời. Năm 1971, Duvalier chết, con trai là Jean-Claude Duvalier lên thay.
Năm 1986, giới quân sự được Mỹ hậu thuẫn đảo chính lật đổ Jean-Claude Duvalier.
Năm 1990, trong cuộc tổng tuyển cử tự do đầu tiên, Jean Bertrand Aristide đắc cử Tổng thống nhưng bị giới quân sự đảo chính lật đổ (tháng 9 năm 1991).Trước đòn trừng phạt bao vây kinh tế của Tổ chức các Quốc gia châu Mỹ (OAS), Liên Hợp Quốc và Mỹ, nhằm đưa Aristide trở lại cầm quyền, tướng Raoul Cedras đã buộc phải ký thoả thuận với Aristide (7/1993), nhưng giới quân sự Haiti chống đối. Tháng 9 năm 1994, Mỹ can thiệp quân sự dưới danh nghĩa LHQ, đưa Tổng thống Aristide trở lại Haiti. Từ 1996 - 2000, Tổng thống René Preval (được Aristide ủng hộ) lên cầm quyền. Tháng 12 năm 2000, Aristide tái đắc cử Tổng thống (nhậm chức 7 tháng 2 năm 2001).
Đầu năm 2004, Haiti lại rơi vào khủng hoảng chính trị, Tổng thống Aristide một lần nữa bị lật đổ và đi lưu vong nước ngoài.
Aristide tái đắc cử năm 2000. Nhiệm kỳ thứ hai của ông đã được đánh dấu bằng các cáo buộc tham nhũng. Năm 2004, một cuộc đảo chính bán quân sự đã lật đổ Aristide lần thứ hai. (Xem cuộc nổi dậy Haiti năm 2004) Aristide đã được Thủy quân lục chiến Hoa Kỳ đưa đi khỏi nhà trong vụ mà ông mô tả là một vụ bắt cóc, và một thời gian ngắn ông được chính phủ Cộng hòa Nam Phi giữ (Mỹ quyết định đưa ông đến đó). Aristide được thả và sống lưu vong ở Nam Phi.
Boniface Alexandre tạm thời nắm quyền. Trong tháng 2 năm 2006, sau cuộc bầu cử đánh dấu bởi sự không chắc chắn và các cuộc biểu tình phổ biến, René Préval được bầu làm tổng thống.
Ủy ban ổn định của Liên Hợp Quốc ở Haiti (còn gọi là MINUSTAH) đã ở quốc gia này kể từ cuộc nổi loạn năm 2004 của Haiti. Vào năm 2010, ở Haiti đã có một trận động đất kinh hoàng gây thiệt hại nặng nề cho người dân nơi đây.

#### Thời kỳ hậu Aristide (2004–hiện tại)
Ngày 12 tháng 1 năm 2010, Haiti bị một trận động đất 7,0 độ mô men, trận động đất lớn nhất trong lịch sử của Haiti. Từ 160.000 đến 300.000 người thiệt mạng và 1,6 triệu người mất nhà cửa trong trận động đất, một một trong những thiên tai, trận động đất chết chóc nhất trong lịch sử. Ước tính 80% số trường học và hơn một nửa số bệnh viện của Haiti bị phá hủy hoặc thiệt hại. Sau đó, một phái bộ gìn giữ hòa bình của Liên Hợp Quốc gây bùng phát dịch tả sau khi chất thải của các thành viên phái bộ làm ô nhiễm sông Artibonite, dòng sông chính của Haiti. Tính đến năm 2017, ước tính 1 triệu người Haiti đã mắc bệnh tả và 10.000 người đã tử vong vì bệnh tả. Sau nhiều năm phủ nhận, Liên Hợp Quốc xin lỗi Haiti vào năm 2016, nhưng vẫn từ chối thừa nhận trách nhiệm bồi thường.
Ngày 7 tháng 7 năm 2021, Tổng thống Moïse bị ám sát tại tư dinh và Đệ nhất Phu nhân Martine Moïse. Trước tình trạng khủng hoảng chính trị, Ariel Henry được bổ nhiệm làm quyền thủ tướng vào ngày 20 tháng 7 năm 2021. Trận động đất vào ngày 14 tháng 8 năm 2021 dẫn tới nhiều thương vong, gây thiệt hại kinh tế nặng nề và làm gia tăng hoạt động của các băng đảng. Từ tháng 9 năm 2021, Haiti rơi vào xung đột băng đảng toàn diện. Năm 2022, các cuộc biểu tình chống chính phủ nổ ra do giá  nhiên liệu gia tăng.
Tháng 3 năm 2024, Ariel Henry bị các băng đảng ngăn về nước sau chuyến thăm đến Kenya. Henry đồng ý từ chức nếu một chính phủ chuyển tiếp được thành lập. Ngày 25 tháng 4 năm 2024, Hội đồng Tổng thống chuyển tiếp được thành lập như chính phủ lâm thời của Haiti. Hội đồng Tổng thống chuyển tiếp bổ nhiệm Michel Patrick Boisvert làm thủ tướng lâm thời. Ngày 3 tháng 6 năm 2024, Garry Conille được bổ nhiệm làm quyền thủ tướng. Ngày 10 tháng 11 năm 2024, Alix Didier Fils-Aimé kế nhiệm Conille làm quyền thủ tướng.

## Địa lý

Bản đồ địa hình của Haiti

Haiti nằm ở phía tây của đảo Hispaniola, hòn đảo lớn thứ nhì trong Đại Antilles. Haiti là quốc gia lớn thứ 3 trong vùng Caribe sau Cuba và Cộng hòa Dominica (Cộng hòa Dominica có cùng 360 km biên giới với Haiti). Điểm gần nhất của Haiti cách Cuba khoảng 80 km và có đường bờ biển dài thứ 2 (1.771 km (1.100 mi)) trong Đại Antilles, sau Cuba. Địa hình của Haiti bao gồm chủ yếu là núi non hiểm trở xen với vùng đồng bằng nhỏ ven biển và thung lũng sông.
Vùng phía bắc gồm khối núi phía bắc (Massif du Nord) và đồng bằng phía bắc (Plaine du Nord). Khối núi phía bắc là phần kéo dài của dãy núi trung tâm từ cộng hòa Dominicana. Nó bắt đầu ở biên giới phía đông của Haiti, phía bắc của sông Guayamouc, và kéo dài đến phía tây bắc xuyên qua bán đảo phía bắc. Các vùng đất thấp của Plaine du Nord nằm kéo dài theo ranh giới phía bắc với cộng hòa Dominicana, giữa Massif du Nord và Bắc Đại Tây Dương. Vùng trung tâm gồm hai đồng bằng và hai dãy núi. Cao nguyên trung tâm kéo dài dọc theo cả hai phía của sông Guayamouc, phía nam của Massif du Nord. Nó chạy từ đông nam đến tây bắc. Về phía tây nam của Cao nguyên trung tâm là Montagnes Noires, hầu hết phần phía tây của địa hình này nhập chung với Massif du Nord. Điểm cực tây của nó là mũi Carcasse.

### Khí hậu

Bản đồ phân loại khí hậu Köppen của Haiti

Haiti có khí hậu nhiệt đới.

## Chính trị

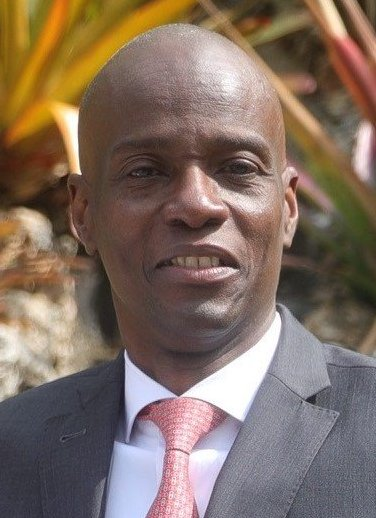
Jovenel Moïse là tổng thống Haiti từ ngày 7 tháng 2 năm 2017 cho đến khi bị ám sát vào ngày 7 tháng 7 năm 2021.

Haiti là một nước cộng hòa bán tổng thống chế với một hệ thống đa đảng. Tổng thống là nguyên thủ quốc gia, được bầu trực tiếp với nhiệm kỳ năm năm và không được giữ chức vụ quá hai nhiệm kỳ liên tiếp. Thủ tướng là người đứng đầu chính phủ, do tổng thống bổ nhiệm từ đảng chiếm đa số trong Quốc hội. Tổng thống và thủ tướng cùng thực hiện quyền hành pháp. Tổng thống cũng là tổng tư lệnh Lực lượng Vũ trang Haiti và Cảnh sát Quốc gia.
Quốc hội là cơ quan lập pháp lưỡng viện, gồm Thượng viện và Hạ viện. Nhiệm kỳ của hạ nghị sĩ là bốn năm, nhiệm kỳ của thượng nghị sĩ là sáu năm, cứ hai năm thì bầu lại một phần ba số thượng nghị sĩ. Mỗi tỉnh bầu ra ba thượng nghị sĩ và mỗi xã bầu ra ít nhất một hạ nghị sĩ. Hệ thống tư pháp gồm Tòa án tối cao và Tòa án phúc thẩm. Thẩm phán Tòa án tối cao do tổng thống bổ nhiệm theo danh sách đề cử của Thượng viện, thẩm phán Tòa án phúc thẩm do tổng thống bổ nhiệm theo danh sách đề cử của các hội đồng tỉnh.

### Quan hệ đối ngoại
Haiti là một thành viên của Liên Hợp Quốc, Cộng đồng Caribe, Cộng đồng các quốc gia Mỹ Latinh và vùng Caribe, Quỹ Tiền tệ Quốc tế, Tổ chức các quốc gia châu Mỹ, Cộng đồng Pháp ngữ, OPANAL và Tổ chức Thương mại Thế giới.

### Phân cấp hành chính
Về mặt hành chính, Haiti được chia thành 10 tỉnh. Các tỉnh được chia thành 42 huyện, các huyện được chia thành 145 xã, các xã được chia thành 571 phân xã. Các tỉnh và xã được tự trị về mặt hành chính, tài chính. Chính quyền cấp tỉnh, cấp xã và cấp phân xã gồm một hội đồng dân cử. Ngoài ra, có một hội đồng liên cấp gồm đại diện của tất cả các cấp đơn vị hành chính.

Tỉnh của Haiti

Các tỉnh được liệt kê bên dưới, trong ngoặc kép là tỉnh lỵ của mỗi tỉnh:
1. Tỉnh Tây Bắc (Port-de-Paix)
2. Tỉnh Bắc (Cap-Haïtien)
3. Tỉnh Đông Bắc (Fort-Liberté)
4. Artibonite (Gonaïves)
5. Tỉnh Trung Bộ (Hinche)
6. Tỉnh Tây (Port-au-Prince)
7. Grand'Anse (Jérémie)
8. Nippes (Miragoâne)
9. Tỉnh Nam (Les Cayes)
10. Tỉnh Đông Nam (Jacmel)

## Kinh tế

GDP bình quân đầu người của Haiti từ năm 1945 đến năm 2018

Năm 2025, Haiti có GDP danh nghĩa là 33,55 tỷ đô la Mỹ và GDP sức mua tương đương là 38,2 tỷ đô la Mỹ. Nền kinh tế Haiti suy thoái mạnh sau trận động đất năm 2010 và sự bùng phát bệnh tả sau đó, với GDP danh nghĩa giảm 8%. Haiti là một trong những nước nghèo nhất ở châu Mỹ do tham nhũng, bất ổn chính trị, cơ sở hạ tầng, y tế và hệ thống giáo dục yếu kém. Năm 2010, Haiti xếp hạng thứ 145 trong số 182 quốc gia về Chỉ số phát triển con người, với 57,3% dân số dưới chuẩn nghèo theo ít nhất ba tiêu chí. Năm 2021, khoảng 30% dân số có thu nhập hàng ngày dưới 2,15 đô la Mỹ và 87,6% có thu nhập hàng ngày dưới 6,85 đô la Mỹ. 90% lực lượng lao động làm việc trong khu vực kinh tế phi chính thức, trong khi các hoạt động kinh tế chính thức chỉ tập trung tại một số khu vực của giới thượng lưu.
Hơn 80% sinh viên tốt nghiệp đại học từ Haiti đã di cư, chủ yếu vào Hoa Kỳ. Cité Soleil được xem là một trong những khu nhà ổ chuột tồi tệ nhất ở châu Mỹ, ít nhất của 500.000 cư dân của nó sống trong cảnh nghèo đói cùng cực. Cái nghèo đã buộc ít nhất 225.000 trẻ em ở các thành phố của Haiti vào chế độ nô lệ, làm việc như những đầy tớ trong các hộ gia đình mà không được trả lương.
Khoảng 66% của lao động Haiti làm việc trong lĩnh vực nông nghiệp, bao gồm chủ yếu là nông nghiệp tự túc quy mô nhỏ, nhưng hoạt động này chỉ chiếm 30% GDP. Các quốc gia đã trải qua quá trình ít tạo việc làm chính thức trong thập kỷ qua, mặc dù nền kinh tế không chính thức đang tăng. Xoài và cà phê là hai trong số các mặt hàng xuất khẩu quan trọng nhất của Haiti .1% số người giàu nhất Haiti có gần một nửa tài sản của đất nước. Haiti đã luôn được xếp hạng trong số các quốc gia tham nhũng nhiều nhất trên thế giới về Chỉ số nhận thức tham nhũng.
Viện trợ nước ngoài chiếm khoảng 30-40% ngân sách quốc gia của chính phủ. Các nhà tài trợ lớn nhất là Hoa Kỳ - theo sau là Canada và Liên minh châu Âu cũng góp phần hỗ trợ . Từ năm 1990-2003, Haiti đã nhận được hơn 4 tỷ USD trong viện trợ. Riêng Hoa Kỳ đã cung cấp cho Haiti 1,5 tỷ USD viện trợ Venezuela và Cuba cũng đóng góp nhiều cho nền kinh tế Haiti, đặc biệt là sau khi các thỏa thuận liên minh đã được gia hạn trong năm 2006 và 2007. Trong tháng 1 năm 2010, Trung Quốc đã hứa viện trợ cấp 4,2 triệu USD cho quốc gia bị động đất này còn Tổng thống Obama cam kết Mỹ hỗ trợ 100 triệu USD . Viện trợ của Mỹ cho chính phủ Haiti đã bị cắt bỏ hoàn toàn trong giai đoạn 2001-2004 sau cuộc bầu cử năm 2000 bị tranh chấp và Tổng thống Aristide bị cáo buộc có các hành động xấu khác nhau . Sau sự ra đi của Aristide năm 2004, viện trợ đã được phục hồi, và quân đội Brazil đã chỉ huy các hoạt động gìn giữ hòa bình của Liên Hợp Quốc tại Haiti. Sau gần 4 năm suy thoái kết thúc vào năm 2004, nền kinh tế tăng 1,5% trong năm 2005 . Năm 2005 tổng nợ nước ngoài của Haiti đã lên đến 1,3 tỷ đô la Mỹ, tương ứng với một món nợ bình quân đầu người là 169 USD, so với mức nợ bình quân đầu người của Hoa Kỳ là 40.000 USD. Trong tháng 9 năm 2009, Haiti đã đáp ứng các điều kiện đặt ra của IMF và chương trình các quốc gia mắc nợ nặng nề của Ngân hàng Thế giới đủ điều kiện để hủy bỏ nợ nước ngoài .

## Nhân khẩu

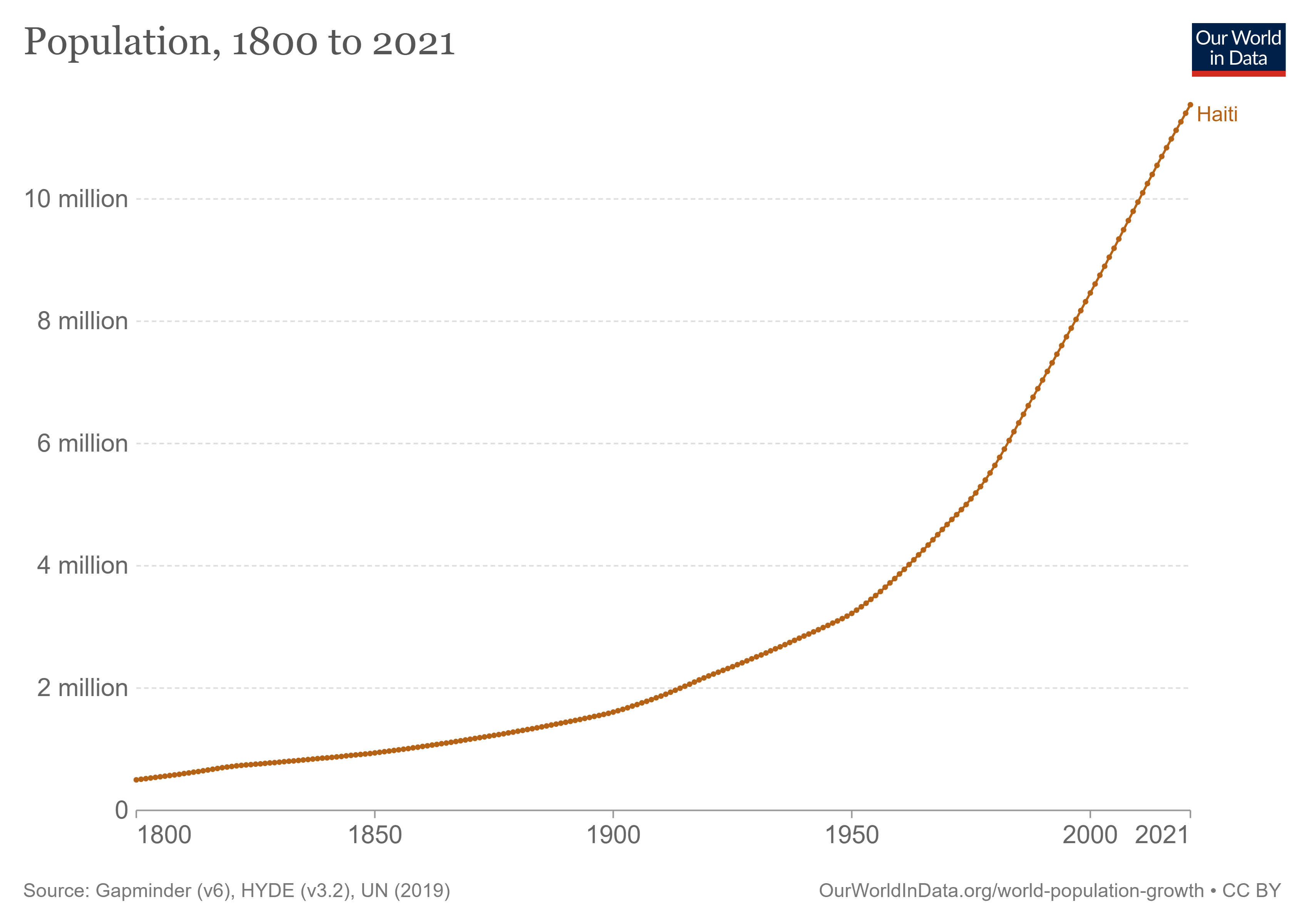
Dân số của Haiti (1800–2021)

Năm 2018, dân số của Haiti ước tính là 10.788.000 người. Năm 2006, một nửa dân số dưới 20 tuổi. Cuộc điều tra dân số đầu tiên vào năm 1950 ước tính dân số của Haiti là 3,1 triệu người. Mật độ dân số của Haiti trung bình là 350 người trên kilômét vuông (910 người/dặm vuông Anh) và hầu hết dân số tập trung tại các khu vực thành thị, đồng bằng ven biển và thung lũng.

### Tôn giáo
Tôn giáo tại Haiti (2010)
Năm 2018, 55% dân số của Haiti theo Công giáo và 29% theo Tin Lành, bao gồm 15,4% theo Báp-tít, 7,9% theo Phong trào Ngũ tuần, 3% theo Giáo hội Cơ Đốc Phục Lâm, 1,5% theo Phong trào Giám lý và 0,7% theo hệ phái Tin Lành khác. Giống như những quốc gia Mỹ Latinh, Haiti có sự gia tăng số lượng tín đồ Tin Lành, chủ yếu theo chủ nghĩa phúc âm và Phong trào Ngũ tuần.
Tương tự như phần còn lại của Mỹ Latinh, Haiti bị chiếm làm thuộc địa của cường quốc châu Âu theo Công giáo nên tôn giáo này cũng được mang đến đây. Hiện tại, Haiti được chia thành 2 tổng giáo phận, 8 giáo phận, 251 giáo xứ và khoảng 1.500 giáo hạt. Hàng giáo phẩm địa phương có 17 giám mục (có 1 Hồng y là Chibly Langlois), 400 linh mục triều và 300 chủng sinh. Ngoài ra còn có 1.300 linh mục thuộc hơn 70 dòng tu và quân đoàn huynh đệ.
Trong trận động đất năm 2010, nhà thờ chính tòa Port-au-Prince, một chủng viện, và một số văn phòng của Tổng giáo phận Port-au-Prince bị thiệt hại lớn. Trong số nạn nhân có Tổng giám mục Joseph Serge Miot của Tổng giáo phận Port-au-Prince và nhiều chủng sinh cũng như em gái Hồng y Paulo Evaristo Arns của Brazil.
Có một cộng đồng Hồi giáo nhỏ ở Haiti, chủ yếu tại Port-au-Prince, Cap-Haitien và vùng ngoại ô của nó. Lịch sử của Hồi giáo trên đảo Hispaniola bắt đầu với những nô lệ được đem đến Haiti. Năm 2000, Nawoon Marcellus, một tín đồ Hồi giáo ở San Raphael, trở thành người Hồi giáo đầu tiên được bầu vào Hạ viện.
Bahá'í giáo du nhập vào Haiti vào năm 1916 và Haiti là một trong những quốc gia vùng Caribe có số lượng đáng kể tín đồ Bahá'í giáo. Hội đồng tin thần Bahá'í địa phương đầu tiên của Haiti được thành lập vào năm 1942 tại Port-au-Prince. Năm 1961, Hội đồng tin thần Bahá'í quốc gia Haiti được thành lập. Năm 2005, ước tính có 21.000 tín đồ  Baha'í giáo tại Haiti.

### Y tế
Tính đến  năm 2012, 60% trẻ em dưới 10 tuổi ở Haiti được tiêm vắc-xin, thấp hơn mức 93–95% tại những quốc gia khác. Hầu hết dân số không có phương tiện tiếp cận bệnh viện.
Tổ chức Y tế Thế giới liệt kê tiêu chảy, HIV/AIDS, viêm màng não và nhiễm trùng đường hô hấp là các nguyên nhân gây tử vong chính ở Haiti. 90% trẻ em ở Haiti mắc các bệnh lây truyền qua đường nước và nhiễm ký sinh trùng đường ruột. Tỷ lệ nhiễm HIV là 1,71% vào năm 2015. Theo một báo cáo năm 2017, Haiti có tỷ lệ mắc bệnh lao cao nhất trong khu vực với ước tính 200 ca trên 100.000 người. Ước tính 30.000 người Haiti mắc sốt rét mỗi năm.

### Ngôn ngữ
Tiếng Pháp và tiếng Creole Haiti là ngôn ngữ chính thức của Haiti. Tiếng Pháp là ngôn ngữ chính trong văn bản, hành chính và được 42% dân số Haiti sử dụng.

### Giáo dục
Năm 2022, tỷ lệ người biết chữ của Haiti đạt 61,7%.